# Collège de ’Pataphysique
Das Collège de ’Pataphysique, gegründet 1948 in Paris, ist eine Vereinigung zur Förderung von Studien der ’Pataphysik, eines vom französischen Schriftsteller Alfred Jarry (1873–1907) erdachten absurdistischen Wissenschaftskonzeptes. Das Collège war in einer ersten Phase besonders in den 1960er Jahren in Kunst und Literatur einflussreich.

## Geschichte

### Gründung und Mitglieder
Die Gründungssitzung fand am 11. Mai 1948 in der Librairie des Amis des Livres von Adrienne Monnier, Rue de l’Odéon, Paris statt. Die Statuten wurden am 29. Dezember 1949 von ihrem Gründer Irénée-Louis Sandomir, sowie von Mélanie Le Plumet, Jean-Hugues Sainmont und Oktav Votka unterzeichnet.
Unter den Mitgliedern waren Schriftsteller (Raymond Queneau, Boris Vian, François Caradec), bildende Künstler (Marcel Duchamp, Man Ray), Filmemacher (René Clair) und Dramatiker (Eugène Ionesco), Historiker und Literaturkritiker (Pascal Pia), Forscher (Paul-Émile Victor) und ein Mathematiker (François Le Lionnais) → siehe: Prominente Mitglieder. Zum Umfeld des Collège de ’Pataphysique gehört auch der Schriftsteller Julien Torma, bei dem es sich möglicherweise um ein Pseudonym handelt, das ein oder mehrere ’pataphysische Autoren etabliert und genutzt haben. 1975 verschwand das Collège in einer 25-jährigen Phase der „Occultation“, aus der es im Jahre 2000 mit neuen Aktivitäten und Veröffentlichungen wieder hervortrat.
Weitere pataphysische Institute existieren u. a. in  Mailand (Instituto Patafisico Milanese, gegründet 1963), Amsterdam (Nederlands Instituut voor ’Patafysica (NIP), gegründet 1972), London (The London Institute of Pataphysics, gegründet 2000), Melbourne (The Melbourne Institute of Pataphysical Studies, gegründet 2000) und Granada (Institutum Pataphysicum Granatensis, 2013). Eine Vereinigung im Bereich der Literatur, die mit dem Collège in Verbindung steht, ist Oulipo.

### Verfassung
Die Statuten des Collège sehen in den ersten zwei Artikeln Folgendes vor:
1. Die Statuten des Collège de ’Pataphysique sind pataphysisch.
2.1 Die ’Pataphysik ist die Wissenschaft von den imaginären Lösungen (Alfred Jarry).
2.2 Die ’Pataphysik ist unerschöpflich.
3.1 Da die Menschheit nur aus ’Pataphysikern besteht, unterscheidet das Collège de ’Pataphysique zwischen jenen, die sich dessen bewusst sind, und jenen, die es nicht sind.
3.2 Das Collège de ’Pataphysique fördert die ’Pataphysik in dieser und in allen anderen Welten.
Das Collège gab sich eine esoterische Verfassung, die in ihrer Struktur und rätselhaften Sprache an freimaurerische Statuten erinnert. Wie in einer Loge gibt es unterschiedliche Grade der Mitgliedschaft. Zum „unabsetzbaren Kurator“ wurde die Kunstfigur Doktor Faustroll ernannt. Diesem steht ein „Vize-Kurator“ zur Seite, der Anspruch auf den Titel Magnifizenz hat. Unter ihnen soll ein Corps von „Aufsehern“ stehen. Schließlich gibt es „Satrapen“, die Anspruch auf den Titel der „Transzendenz“ haben. Raymond Queneau etwa hatte den Rang eines „Transzendentalen Satrapen“. Danach kommen die „Regenten“, deren Amt in der Unterrichtung einer Anzahl von mehr oder weniger komplexen Disziplinen besteht, „in denen sie sich selbstverständlich immer auszeichnen“.
Das Institut umfasst unter anderem die folgenden Lehrstühle:
- Generelle ’Pataphysik und Dialektik der Unnützen Wissenschaften
- Angewandte ’Pataphysik. Blablabla und Matäologie
- Geschichte der ’Pataphysik und Exegese
- Katachemie und ’Pataphysik der Unexakten Wissenschaften (Mistizin, Geschichte, Sozial- und Kulinarwissenschaften usw.), Aufbaustudiengang Magirosophie
- Mythographie der Exakten Wissenschaften und der Absurden Wissenschaften, Aufbaustudiengang Alogonomie
- Militärische und strategische Eristik
- Photosophistik
- Kinematographologie und Onirokritik
- Erotik und Pornosophie
- Kasualistik
- Krokodilologie
- Pompagogie, Pomponierismus und Zozologie
- Démonologie spéciale

### Zeitrechnung
Das Collège benutzt intern eine eigene Zeitrechnung, die mit Alfred Jarrys Geburt am 8. September 1873 beginnt. So ist das Gründungsdatum des Collège offiziell der 22. Palotin 75 E.P. (Ere Pataphysique oder Pataphysisches Zeitalter). Es gibt 13 Monate mit 28 bzw. 29 Tagen: Absolu, Haha, As, Sable, Décervelage, Gueules, Pédale, Clinamen, Palotin, Merdre, Gidouille (29 Tage), Tatane, Phalle. Jeder 13. des Monats ist ein Freitag, der 1., 8., 15., 22. sind Sonntage.

## Vom Collège herausgegebene Schriftenreihen
- Cahiers (28 Ausgaben von 1955–1957)
- Dossiers (28 Ausgaben von 1957–1965)
- Subsidia Pataphysica (28 Ausgaben von 1965–1974)
- Organographes (des Cymbalum Pataphysicum)
- Monitoires (des Cymbalum Pataphysicum)
- L’Expectateur (bis 2000, dem Jahr der désoccultation)
- Carnets trimestriels (28 Ausgaben von 2000–2007)
- Le Correspondancier (28 Ausgaben von 2007–2014)
- Le Publicateur (28 Ausgaben von 2014–2021)
- Spéculations (seit 2021)

## Prominente Mitglieder desCollège de ’Pataphysique
(In Klammern das Jahr der Aufnahme)
Fernando Arrabal (2001)
Enrico Baj (2001)
Jean Baudrillard (2001)
Jacques Bonnefoy (1948)
Stanley Chapman
René Clair (1955)
Jean Dubuffet (1954)
Marcel Duchamp (1952)
Umberto Eco (2001)
Max Ernst (1952)
M. C. Escher (1962)
Juan Esteban Fassio (1952)
Klaus Ferentschik (1986)
Dario Fo (2001)
René Gaudier (1948)
Alain Gerber (nicht bekannt)
Eugène Ionesco (1952)
Asger Jorn (nicht sicher)
Michel Leiris (1957)
Ingeborg Lüscher (1984)
Groucho, Harpo und Chico Marx (1953)
Joan Miró (1952)
Pascal Pia
Jacques Prévert (1952)
Raymond Queneau (1950)
Man Ray (1974)
Guy Roussel (1948)
Maurice Saillet (1948)
Harald Szeemann (1961)
Bastiaan van der Velden (2005)
Boris Vian (1953)
Barbara Wright (1955)